# ベントレー・リズム・エース
ベントレー・リズム・エース（Bentley Rhythm Ace）は、イギリス・バーミンガムのビッグ・ビート・バンド。
EMFの前身バンドでメンバーだったマイク・ストークスと、ポップ・ウィル・イート・イットセルフのベーシストだったリチャード・マーチが結成。1996年、スキントよりデビュー。ケミカル・ブラザーズやファットボーイ・スリムと共に初期のビッグ・ビート人気に貢献した。ポッピーズ時代からの流れの、英国人独特のユーモアセンスが正に開花したかの様な音楽性かつ独特のグルーヴ感を持つユニット。

## ディスコグラフィ

### アルバム
- 『ベントレー・リズム・エース』 - Bentley Rhythm Ace (1997年、Skint/Parlophone)
- 『フォー・ユア・イアーズ・オンリー』 - For Your Ears Only (2002年、Parlophone)